# Otto Albrecht von Arnim
Otto Albrecht von Arnim (* 22. November 1751 in Werbelow, Mark Brandenburg; † 17. Juni 1803 in Plantikow, Hinterpommern) war ein preußischer Landrat. Er stand von 1796 bis 1798 dem Daber-Naugard-Dewitzschen Kreise in Hinterpommern vor.

## Leben
Er stammte aus der uradligen märkischen Familie von Arnim. Sein Vater George Heinrich von Arnim (1717–1793) war Erbherr auf Werbelow, Milow und Schwaneberg. Seine Mutter war Marie Albertine geborene Gräfin von der Schulenburg (* 27. März 1726; † 9. Juli 1793), eine Tochter des Generalleutnants Adolph Friedrich von der Schulenburg. Zu seinen Geschwistern gehörte unter anderem der Geheime Kriegs- und Domänenrat Werner Friedrich Abraham von Arnim.
Otto Albrecht von Arnim studierte ab 1769 an der Universität Halle und ab 1772 an der Universität Frankfurt (Oder). Ende 1773 wollte er Referendar am Kammergericht in Berlin werden, wurde aber wegen eines schlechten Prüfungsergebnisses abgewiesen. 1774 wurde er dann Referendar bei der Pommerschen Regierung in Stettin. Hier war er einige Jahre lang tätig. Als sein Vater in Konkurs fiel, verließ er die Stelle in Stettin und pachtete das väterliche Gut Werbelow, hatte aber keinen Erfolg und musste die Pacht aufgeben. 
1779 heiratete Otto Albrecht von Arnim die älteste Tochter des Stettiner Regierungsrates Johann Joachim Loeper. Der Schwiegervater verkaufte Arnim und seiner Gemahlin 1782 das Gut Plantikow im Daber-Naugard-Dewitzschen Kreise in Hinterpommern. 
Im Jahre 1796 wurde Otto Albrecht von Arnim als Nachfolger des zurückgetretenen Johann Daniel Ludwig von Reppert zum Landrat des Daber-Naugard-Dewitzschen Kreises gewählt. Doch bereits 1798 konnte er wegen einer Gemütskrankheit sein Amt nicht mehr ausüben. Das Landratsamt wurde durch den Kreissenior, einen von Bismarck, verwaltet, bis 1801 Friedrich Christian August von Dewitz neuer Landrat wurde. 
Das Gut Plantikow wurde am 20. Mai 1803 an den Stettiner Kaufmann Johann Jakob Andres Witte verkauft. Am 17. Juni 1803 starb Otto Albrecht von Arnim.